# 핵무기금지조약

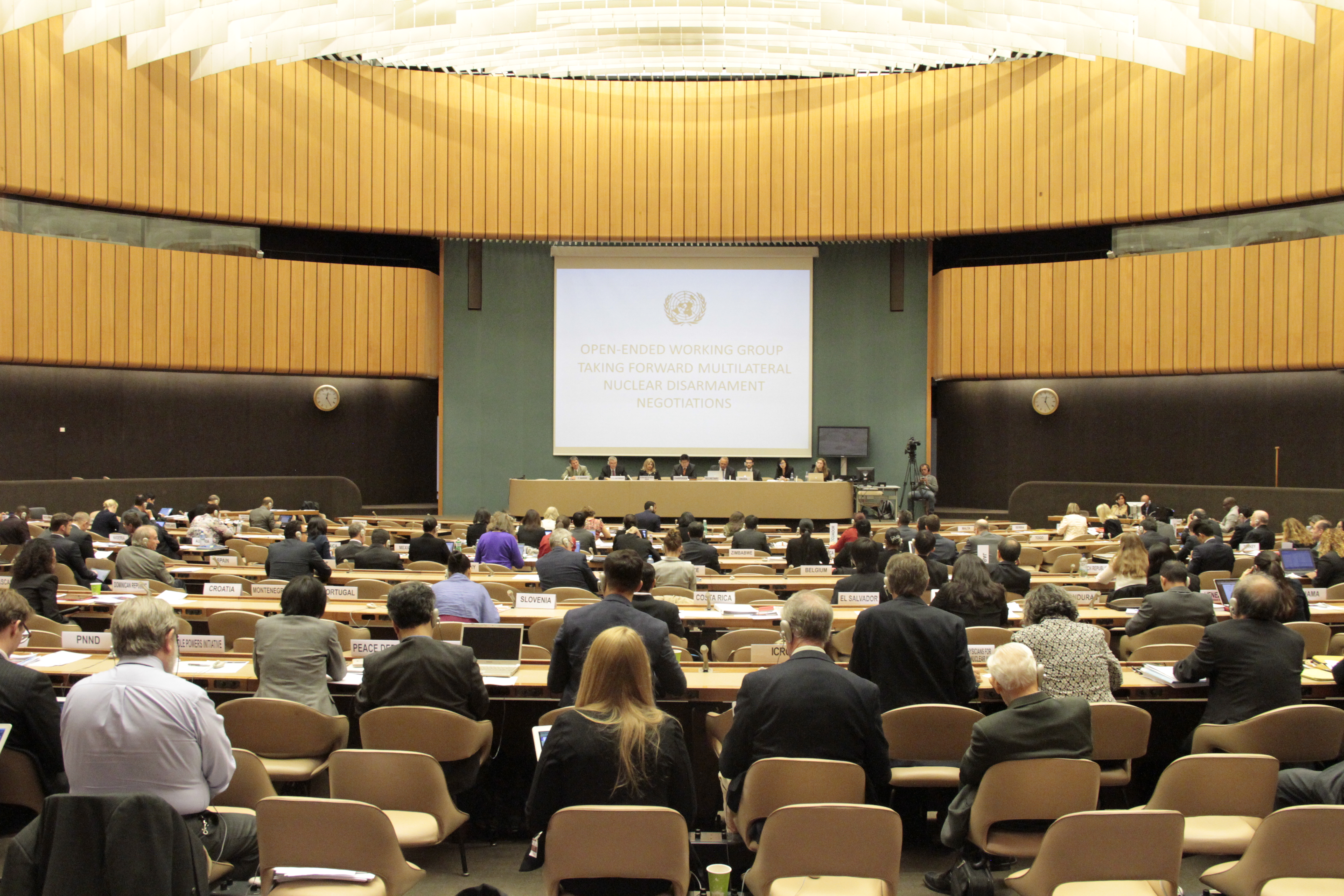
2016년 UN에서의 토론회

핵무기금지조약(Treaty on the Prohibition of Nuclear Weapons, TPNW 또는 Nuclear Weapon Ban Treaty)는 2017년 브라질이 제안한 다자간 조약이다.

## 역사
핵무기금지조약은 2017년 7월 7일 유엔 총회에서 122개국의 찬성(반대 1, 기권 1)으로 통과됐다. 네덜란드가 반대, 싱가포르가 기권했다.
미국, 러시아를 비롯한 핵보유국은 물론 한국, 일본 등 미국의 핵우산에 포함된 국가들도 불참을 선언했다.
핵무기를 공식적으로 보유한 5개국(미국, 영국 프랑스, 중국, 러시아)과 실질적인 핵무기 보유국으로 평가되는 4개국(인도, 파키스탄, 이스라엘, 북한) 등 9개국은 서명에 동참하지 않았다.
북한의 비핵화 조치가 돌이킬 수 없는 수준으로 진행된 2020년께 남북이 핵무기금지조약(TPNW)에 동시 서명할 수 있다는 주장이 정부에서 나왔다.
핵무기금지조약을 추진한 스위스의 NGO인 핵무기 폐기 국제 운동(ICAN)이 2017년 노벨 평화상을 수상했다. '핵무기 없는 세상'을 지향하는 국제 비정부기구(NGO) 연합체 ICAN은 2007년 호주에서 처음 활동을 시작했다. 핵무기 금지조약은 핵무기를 제조, 소유하는 것뿐만 아니라 동맹국에 핵우산을 제공한다는 주장하는 것조차 불법으로 천명했다.
ICAN의 팀 라이트 이사와 틸먼 러프 공동대표는 강원 고성군 통일 전망대에서 2018 평창동계올림픽 성공개최 기원 평화선언문을 발표하고, 충북 청주에서 열린 평창동계올림픽 성화봉송에도 참여했다. 틸먼 러프 공동대표는 1985년 노벨 평화상을 받은 핵전쟁방지국제의사회(IPPNW) 소속이다..

## 같이 보기
- 반핵 운동
- 비핵무기지대
- 핵확산방지조약